# Taglierino

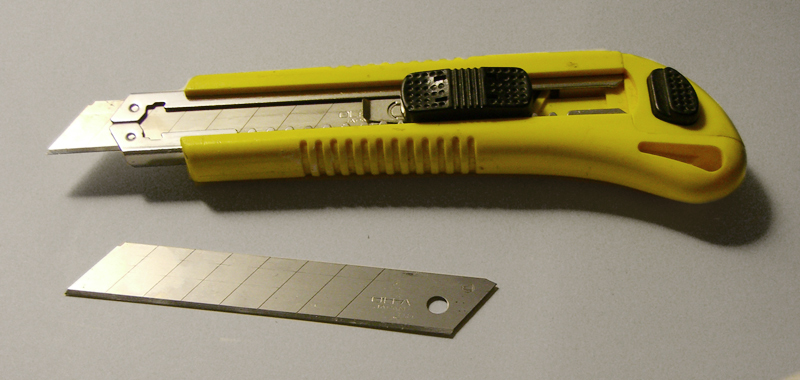
Esempio di taglierino

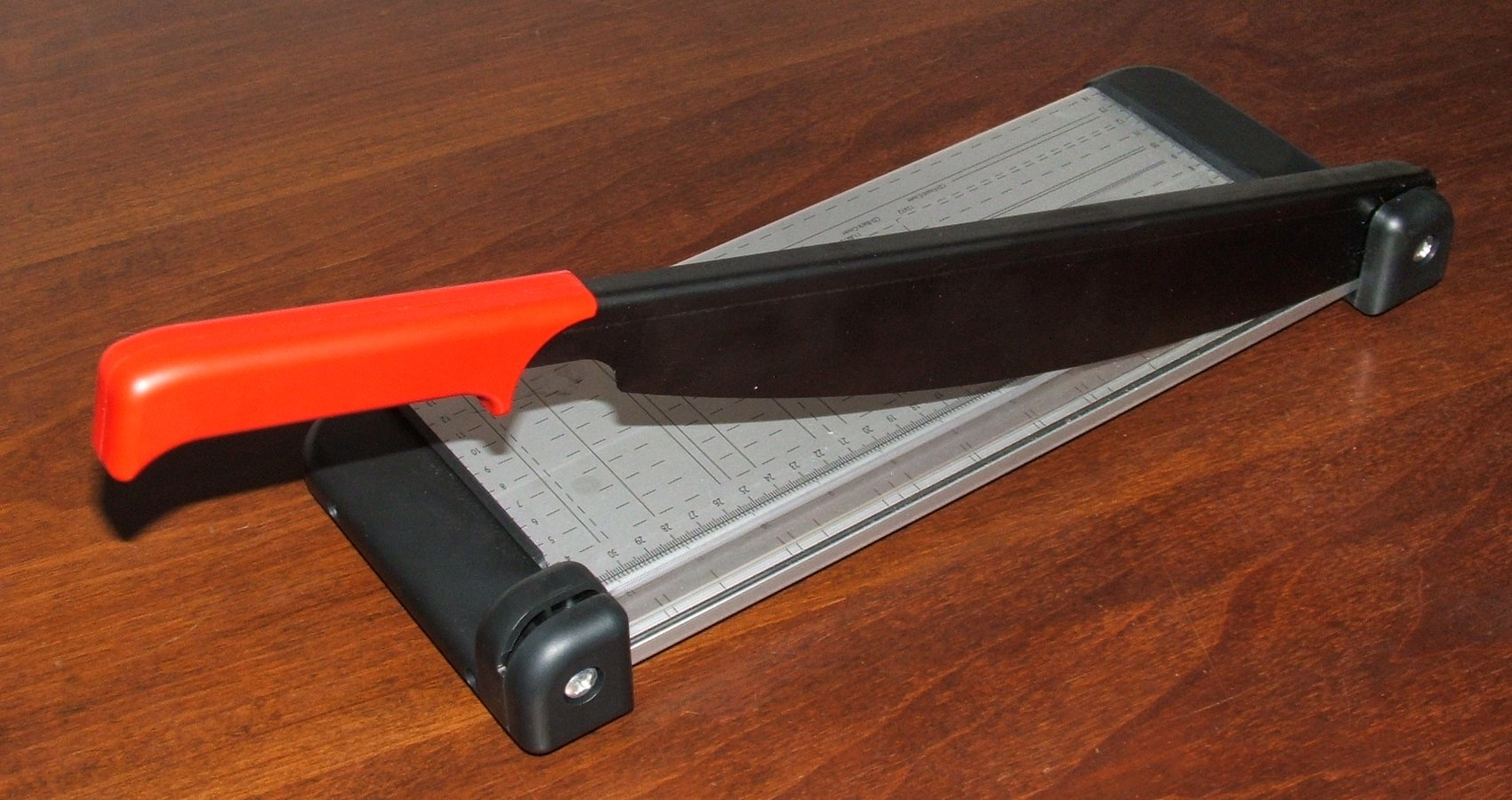
Esempio di taglierina

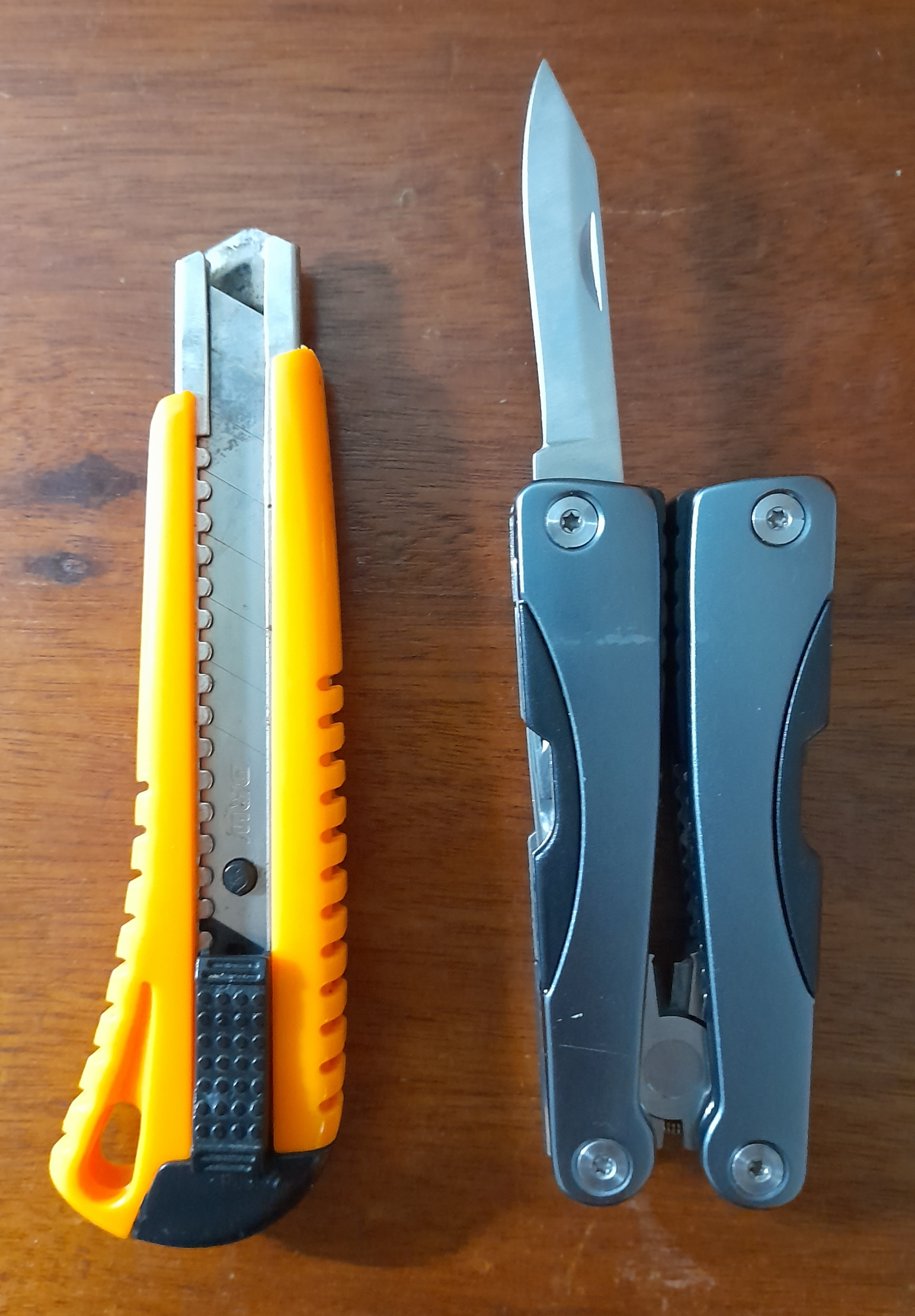
Estilete

Il taglierino (spesso chiamato anche trincetto o cutter) è un utensile utilizzato per tagliare.
Esso è costituito da una lama di metallo scorrevole che viene fissata al corpo dello strumento tramite un piccolo cilindro cavo. Realizzato per essere trasportabile e di facile utilizzo, il taglierino viene spesso impiegato in vari ambienti lavorativi come uffici o magazzini, in cui il suo principale utilizzo è quello di aprire imballaggi o tagliare nastri o corde.
È chiamato anche taglierina sebbene con questo termine si indichi più propriamente una piccola macchina per tagliare la carta o per rifilare i margini delle fotografie.